# Athlétique
L'athlétique est un des biotypes décrits par Kretschmer. 
Il ressemble au terme qui le désigne, bien charpenté, musclé, avec un squelette important, un torse large, des mains puissantes et une mâchoire, des pommettes, des arcades sourcilières marquées. Il se dépense physiquement beaucoup mais il est peu résistant.
Sa personnalité serait facilement de type épileptoïde oscillant selon les individus entre viscosité et explosivité.